# クリスティアン・ロルダン
クリスティアン・ロルダン（Cristian Roldan、1995年6月3日 - ）は、アメリカ合衆国・カリフォルニア州アーテシア出身のプロサッカー選手。サッカーアメリカ合衆国代表。シアトル・サウンダーズFC所属。ポジションはMF。
弟のアレックス・ロルダンもサッカー選手。

## 経歴

### 初期
ワシントン大学在学中は大学サッカー部でプレーする傍ら、デベロップメントリーグのワシントン・クロスファイアでもプレーした。

### クラブ
2015年1月8日、プロサッカー選手となるため大学を中退。1月15日のMLSスーパードラフトで、1巡目（全体16人目）にシアトル・サウンダーズFCに指名された。シーズン開幕戦のニューイングランド・レボリューション戦でプロデビュー。2016年7月13日のFCダラス戦でプロ初ゴール。

### 代表
両親がそれぞれグアテマラとエルサルバドルからの移民のため、グアテマラ代表またはエルサルバドル代表を選ぶことも出来たが、ユース代別から一貫してアメリカ合衆国代表としてプレーしている。
2017年7月、2017 CONCACAFゴールドカップのグループステージ・マルティニーク戦でフル代表デビュー。

## 代表歴

### 出場大会
- アメリカ代表
  - 2022 FIFAワールドカップ

### 試合数
- 国際Aマッチ 37試合 0得点（2017年-）[11]

| アメリカ代表 | 国際Aマッチ | 国際Aマッチ |
| 年           | 出場        | 得点        |
| ------------ | ----------- | ----------- |
| 2017         | 1           | 0           |
| 2018         | 4           | 0           |
| 2019         | 14          | 0           |
| 2020         | 0           | 0           |
| 2021         | 11          | 0           |
| 2022         | 2           | 0           |
| 2023         | 5           | 0           |
| 通算         | 37          | 0           |

## タイトル
シアトル・サウンダーズ
- MLSカップ: 2016, 2019
- CONCACAFチャンピオンズリーグ: 2022

アメリカ合衆国代表
- CONCACAFゴールドカップ: 2017, 2021